# Atomium
Pour l’article homonyme, voir Atomium (bière).
L’Atomium est un monument de Bruxelles, en Belgique, construit à l'occasion de l'Exposition universelle de 1958 et représentant la maille conventionnelle du cristal de fer (structure cubique centrée) agrandie 165 milliards de fois. Il est situé à Laeken sur le plateau du Heysel où eut lieu cette exposition.

## Description
L’Atomium a été créé par l’ingénieur André Waterkeyn et érigé par les architectes André et Jean Polak pour l’Exposition universelle de 1958 à Bruxelles en Belgique. Il est devenu, au même titre que le Manneken-Pis et la Grand-Place, un symbole de la capitale de la Belgique. Symboliquement, l’Atomium incarne l’audace d’une époque qui a voulu confronter le destin de l’humanité avec les découvertes scientifiques.

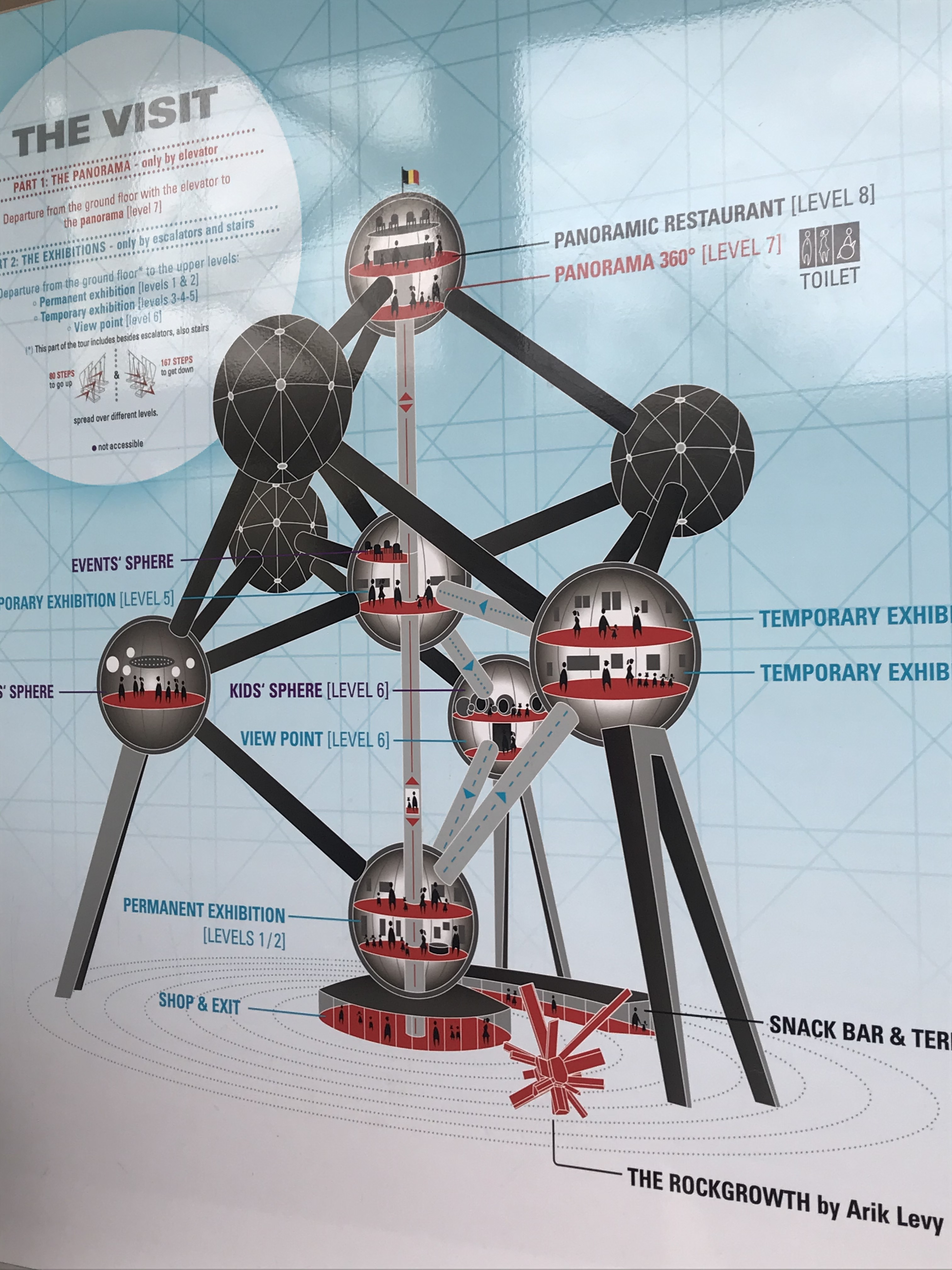
Descriptif de l'Atomium

C’est un édifice à mi-chemin entre la sculpture et l’architecture qui culmine à 102 m, dont la masse en 1958 est de 2 400 tonnes (2 500 tonnes en 2006). Il se compose d’une charpente d’acier et de trois piliers bipodes portant neuf sphères de 18 mètres de diamètre pour environ 250 tonnes (une à chacune des 8 points et une au milieu) reliées entre elles par 20 tubes de 3,3 mètres de diamètre  (12 de 29 mètres de long pour les arêtes du cube et 2 tubes de 23 mètres de long pour les 4 diagonales) et revêtues, à l'origine, d’aluminium.
Sur les neuf sphères, six sont rendues accessibles au public, chacune comportant deux étages principaux et un plancher inférieur réservé au service.
Le Tube central contient l’ascenseur le plus rapide de l’époque (5 m/s) installé par la succursale belge de la firme suisse Schlieren (reprise plus tard par Schindler). Il permet à 22 personnes d’accéder au sommet en 23 secondes. Les escaliers mécaniques installés dans les tubes obliques, comptent parmi les plus longs d’Europe. Le plus grand mesure 35 m de long.

## Historique

### Construction
La construction de l’Atomium fut une prouesse technique,.
Le peintre Roger Hebbelinck (1912 -1987) et le sculpteur Ernest Salu (1909 -1987) filment avec des droits exclusifs la construction de l’Atomium. Le documentaire « Construction de l’Atomium » (1957 - 26′- réalisation : E. Salu et R. Hebbelinck, musique : Christian Leroy) est primé à Anvers en 1958. Un reportage de la télévision belge (RTBF) de Francis Drapier réalisé en 1988 reproduit de larges extraits de ce documentaire.

Construction de l'Atomium
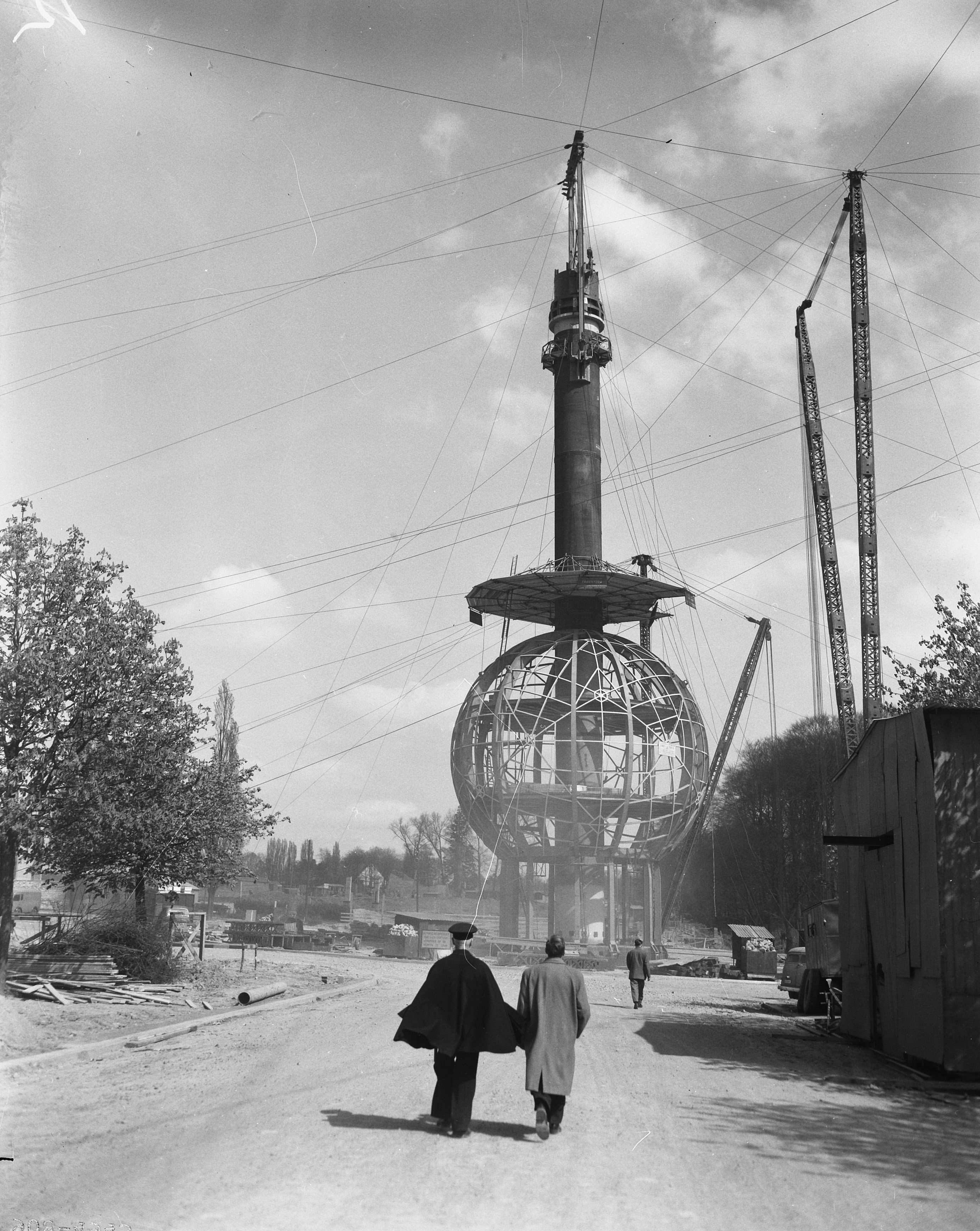
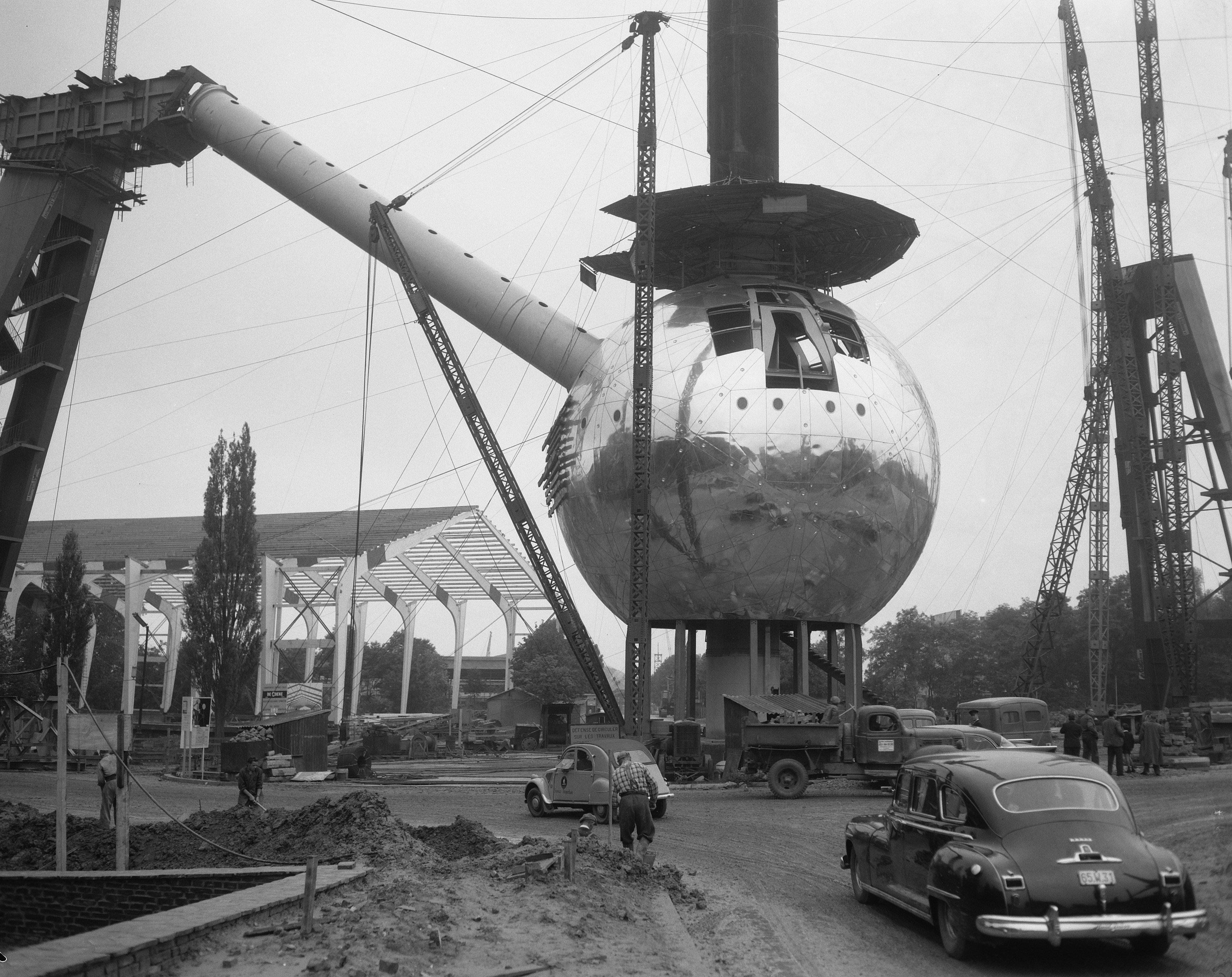
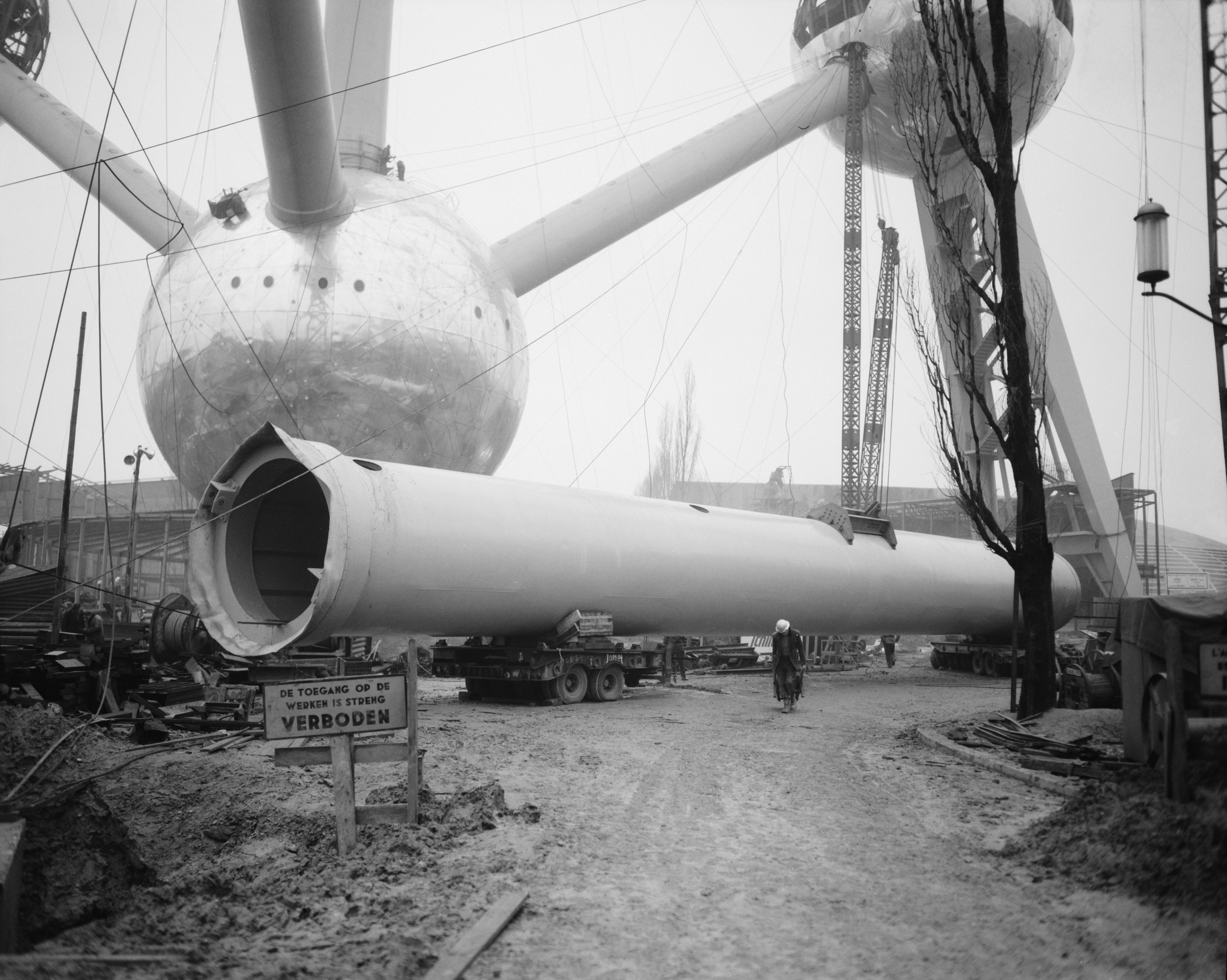
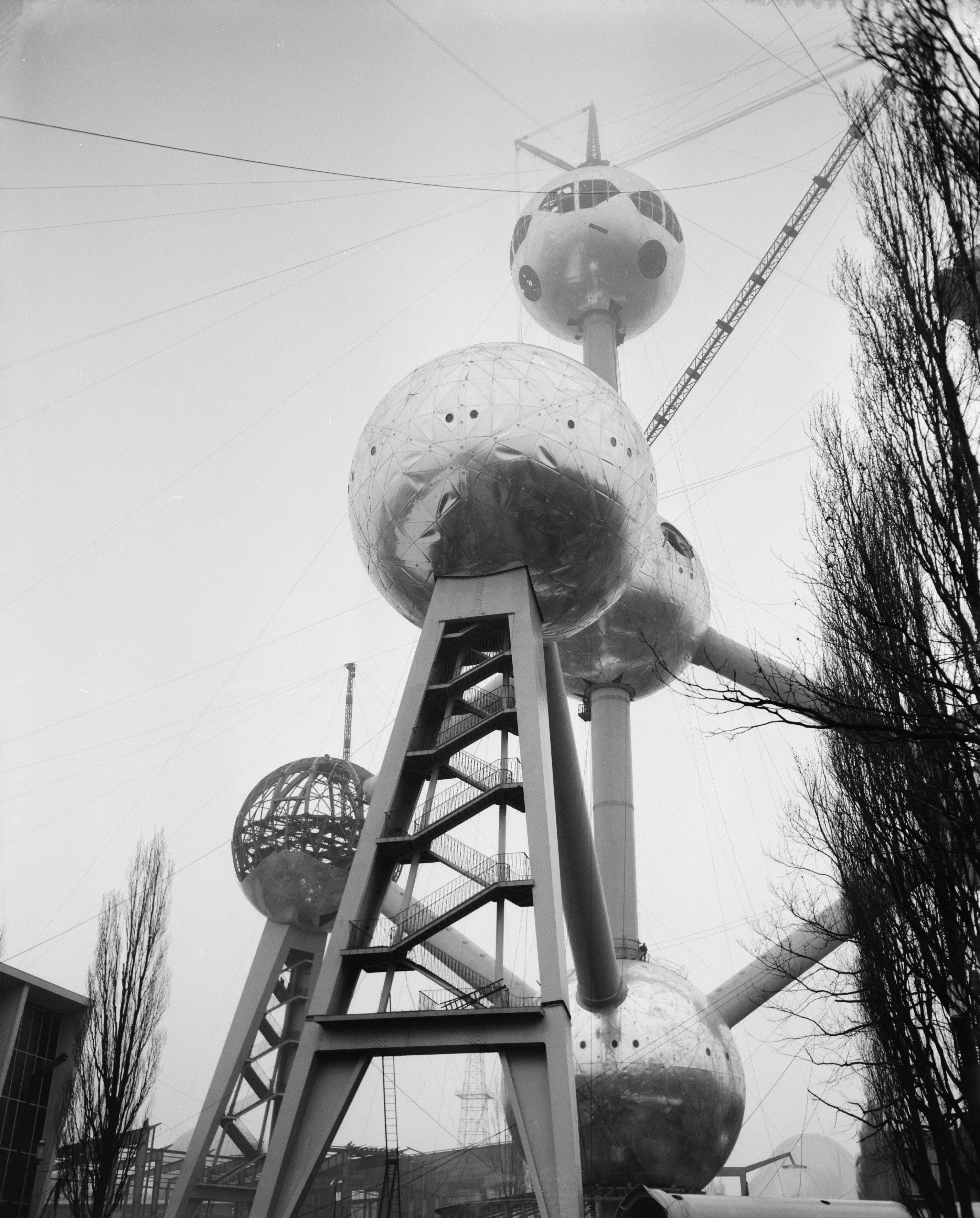
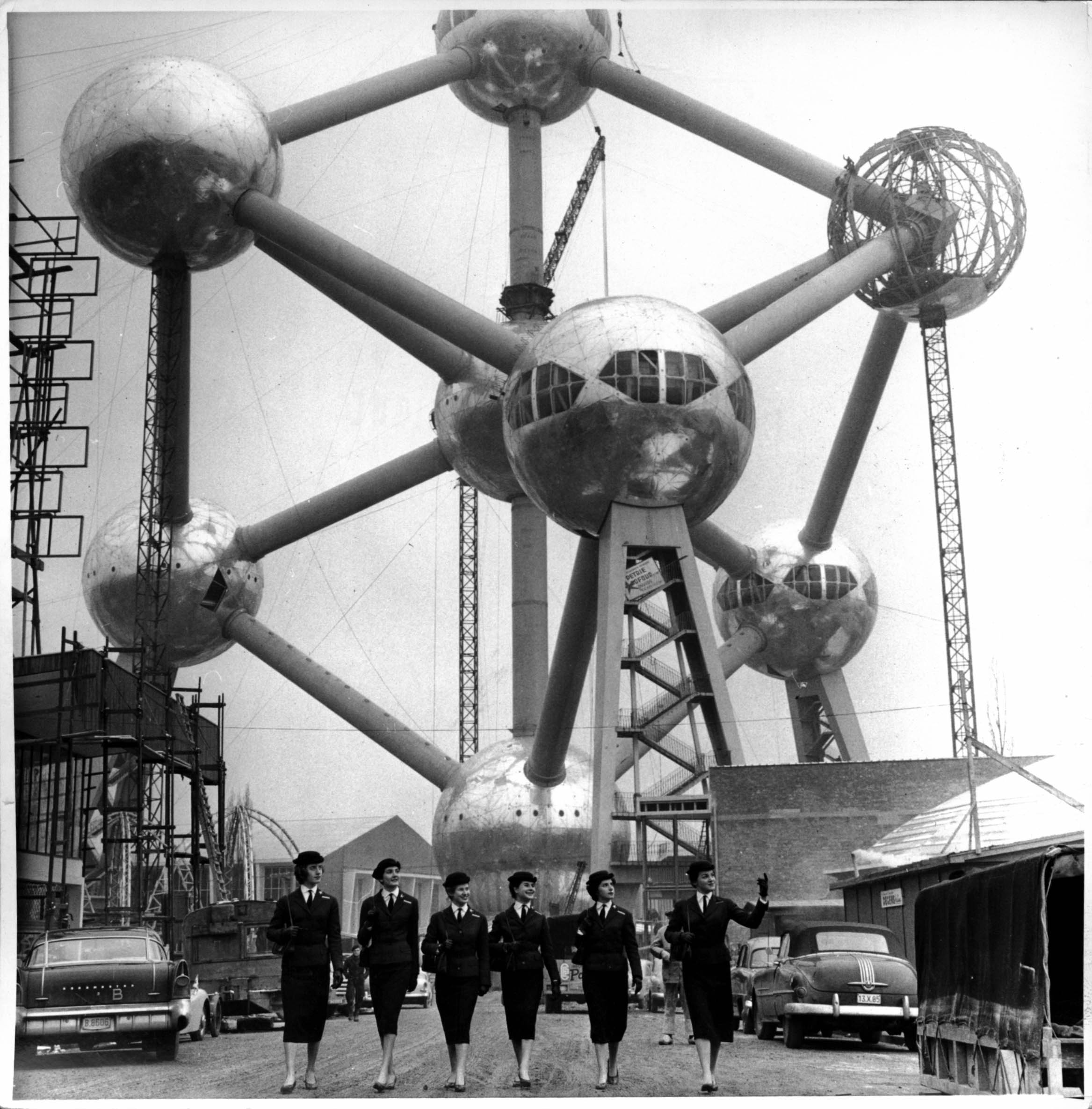

### Conservation
L’Atomium, conçu pour durer six mois, n’était pas destiné à survivre à l’Exposition universelle de 1958, mais sa popularité et son succès en ont fait un élément majeur du paysage bruxellois. Sa destruction fut donc reportée d’année en année jusqu'à ce que l'on y renonce.

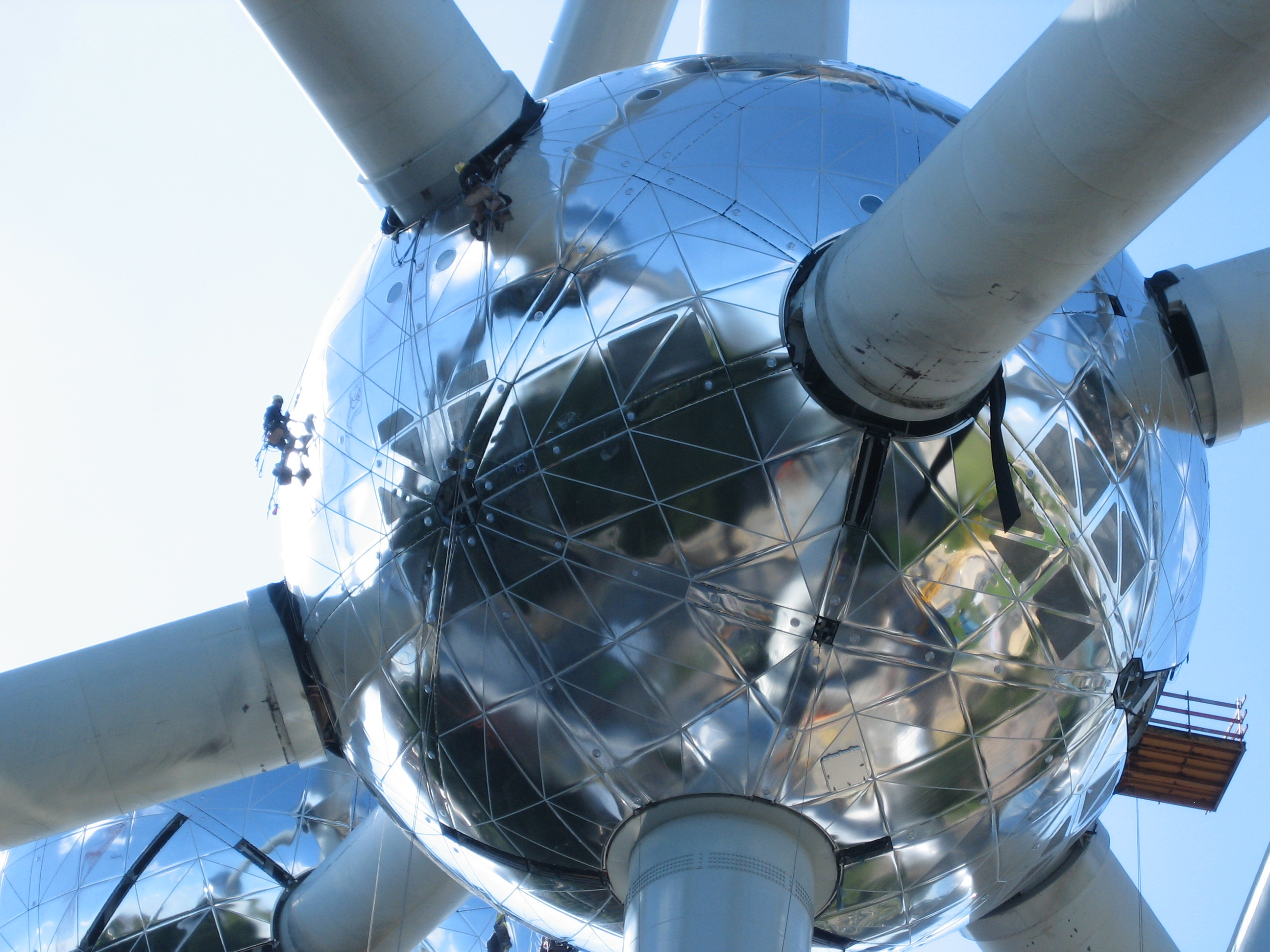
Détail de la boule centrale de l'Atomium durant sa rénovation, 2005.

Durant les années 1990, l’urgence d’une rénovation en profondeur devint une évidence. Devant l’importance des investissements nécessaires, la question de la conservation d’une construction qui n’était à l’origine destinée qu’à durer quelques mois fut à nouveau posée. Personne ne souhaitait une démolition. Une alternative prévoyait de ne réparer que les surfaces extérieures et d’abandonner l’exploitation de l’édifice. Devant les vives réactions suscitées par ces deux éventualités, il fut décidé de procéder à une complète réhabilitation.
L'Atomium, au seuil du XXIe siècle, présentait un aspect terni, il était fortement dégradé par l’œuvre du temps, son étanchéité extérieure devenue inefficace et les éléments intérieurs de décoration et de mobilier au charme des années 1950 très abîmés. Seule la structure pouvait être conservée.
En 2001, le projet de rénovation est enfin lancé grâce à un partenariat entre l’État fédéral belge, la Région de Bruxelles-Capitale et Bruxelles-ville.
Réalisée par les sociétés BESIX et sa filiale Jacques Delens, la rénovation a été entamée en mars 2004 et a pris fin en février 2006. La couverture originelle en aluminium a été remplacée par une nouvelle, plus résistante, en acier inoxydable, laquelle, en outre, est tout indiquée pour un monument symbolique du fer. Chaque sphère était recouverte à l’origine d’environ 720 triangles d’aluminium. Une partie d’entre eux a été mise en vente en guise de souvenir. Tous ont été remplacés, pour chaque sphère, par 48 grands triangles en acier inoxydable. En outre, ces nouvelles plaques sont plus résistantes que les anciennes. Elles leur ressemblent cependant car elles portent le dessin des triangles originels qu'elles remplacent, cela afin de conserver à l'Atomium l'aspect que l'on avait appris à connaître depuis 1958. Comme à l'origine, sur chacune des neuf sphères, des réseaux électriques animent celle-ci de points lumineux animés de rapides mouvements circulaires reproduisant les électrons qui gravitent autour du noyau atomique. Le travail de montage de ce nouveau revêtement a été effectué par une grue qui amenait les plaques à leur emplacement où elles étaient mises en place par une équipe de cordistes, procédé utilisé pour éviter l'installation d'énormes échafaudages.
Le pavillon d'accueil est conçu par l'architecte Christine Conix (Conix Architecten) et construit entre décembre 2005 et juillet 2006.

### Réouverture
L’inauguration de la structure rénovée a eu lieu le 14 février 2006.

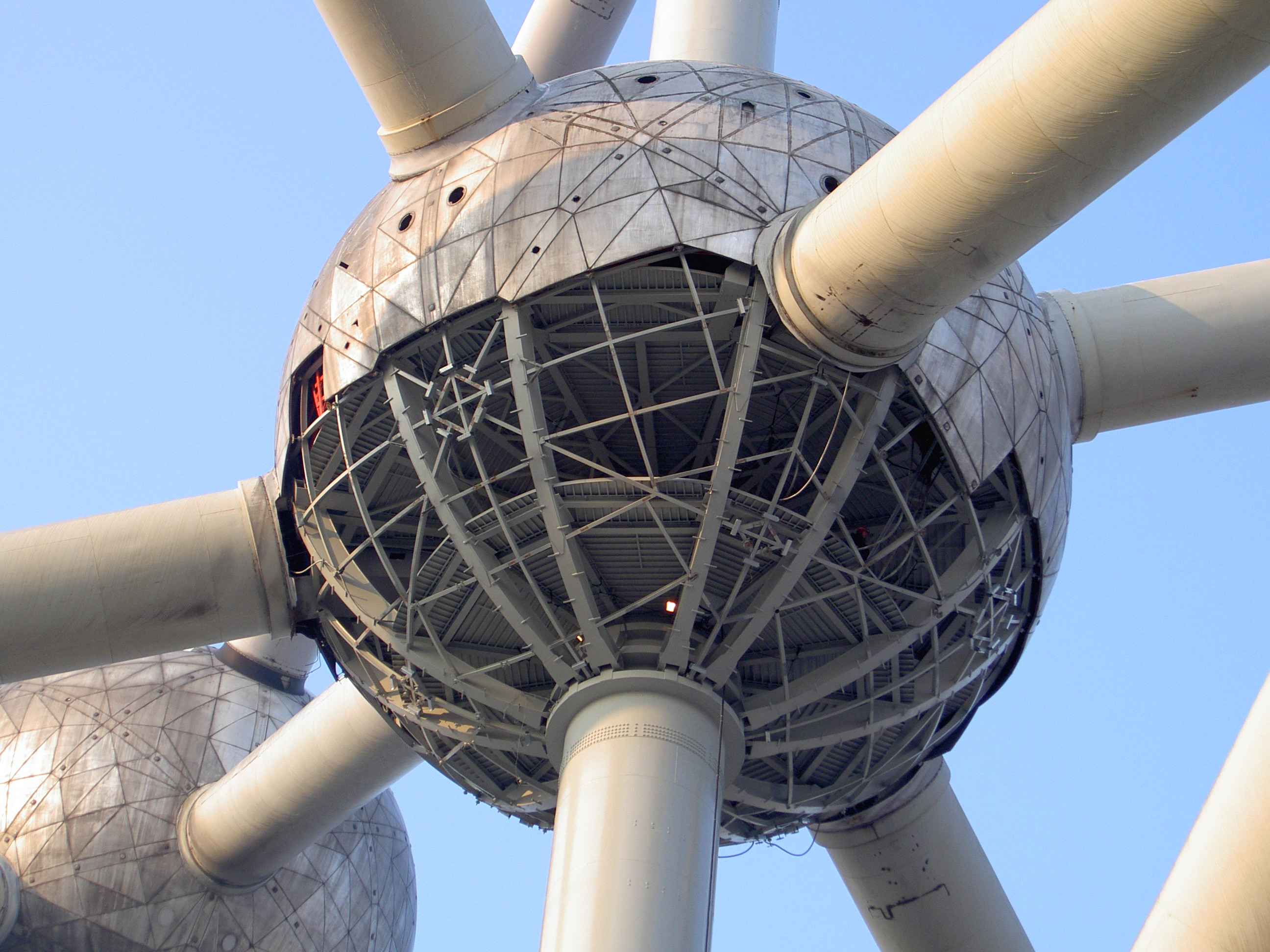
Travaux de rénovation des écailles

Pour fêter la rénovation de l’Atomium, une pièce commémorative de 2 euros a été frappée en mars 2006.

## Aménagement intérieur

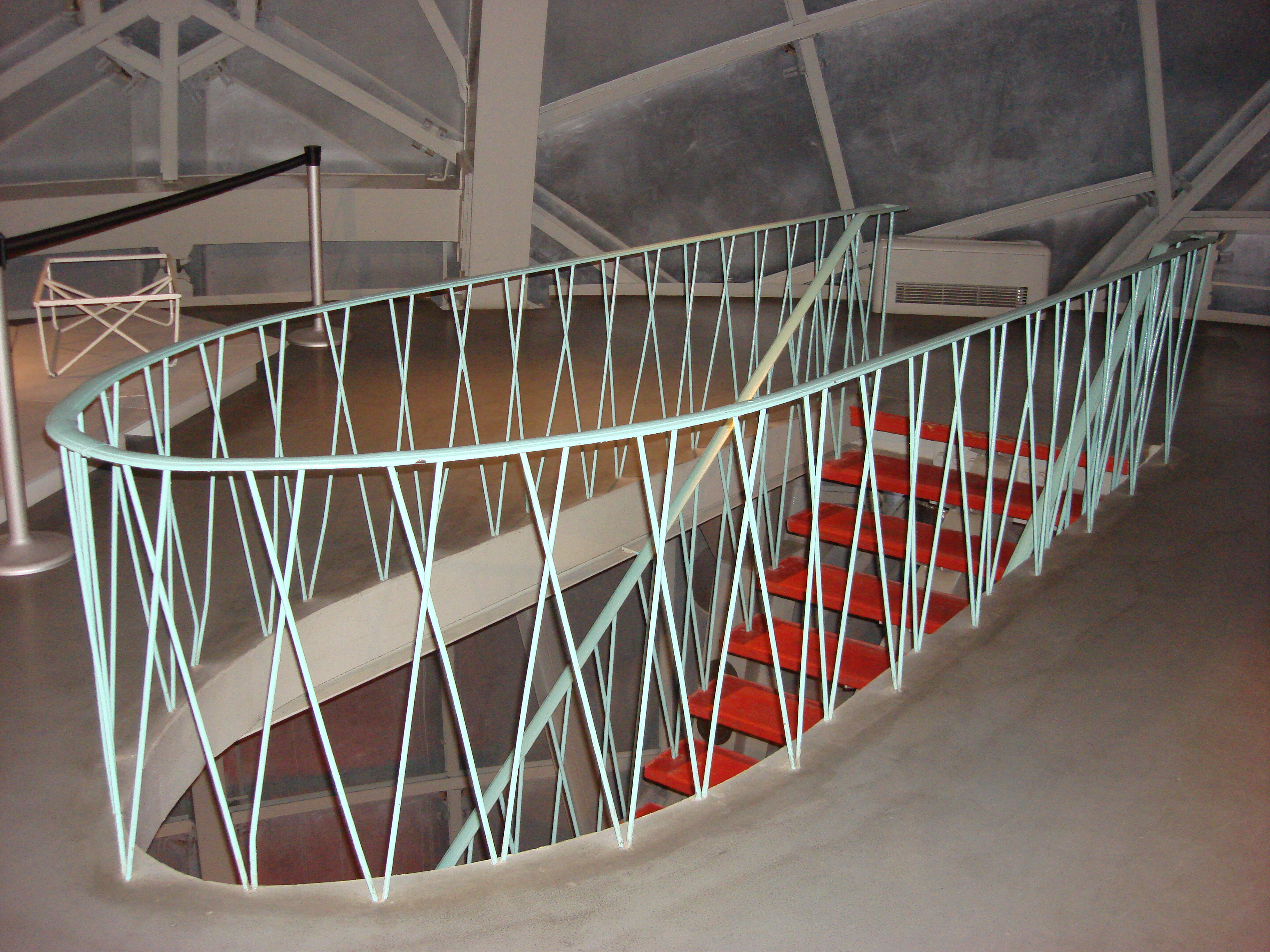
Vue intérieure de l'Atomium.

Des six sphères accessibles au public, la sphère de base est réservée à l’exposition permanente consacrée aux années 1950, l’Exposition universelle et la construction de l’Atomium. Une autre accueille des expositions temporaires, une troisième à vocation polyvalente permet l’organisation de différentes animations, films, concerts, fêtes ou conférences.
Dans la sphère centrale, un bar a été exploité pendant des années et dans la sphère supérieure, en plus du panorama, un restaurant. La sixième sphère était la boule des enfants, destinée à l’organisation d’ateliers de pédagogie urbaine, permettant aux enfants de six à douze ans d’y passer la nuit. En 2021 cependant, la fin de cette possibilité est annoncée et appliquée peu de temps après.
Le designer Ingo Maurer a dessiné des luminaires intérieurs de l’édifice.

## Exploitation
De 1960 à 1962, un Grand Prix de Bruxelles automobile fut organisé non loin de celui-ci.
En 2013, la chaîne de télévision américaine CNN International a considéré l'Atomium comme monument le plus « bizarre » d'Europe devant la Banknote building (lt) et la Casa Milà,.
Une pièce de deux euros d'origine belge émise en 2006 représente ce monument.

### Droit d'auteur et l'interdiction des représentations

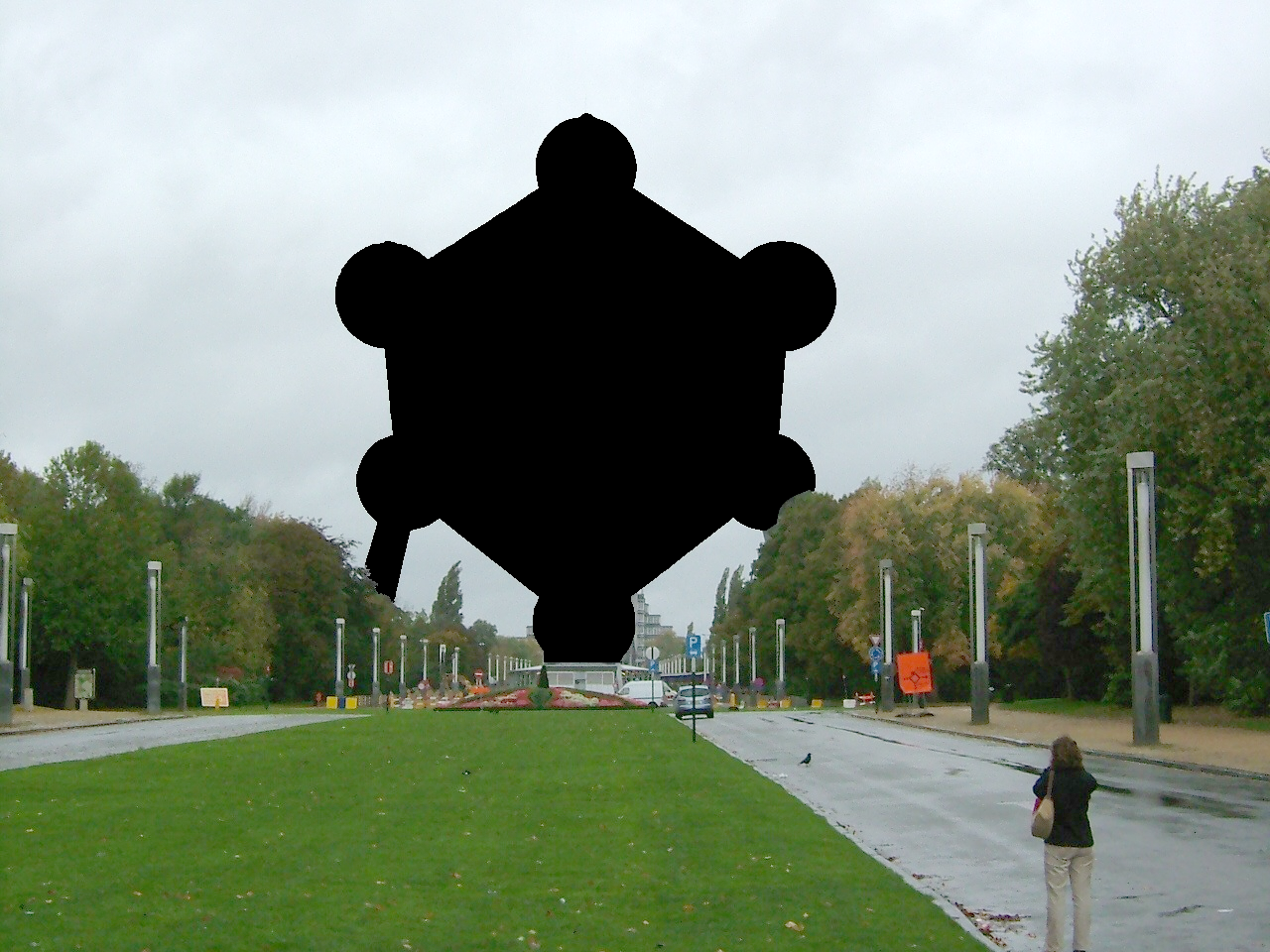
Photo avec l'Atomium effacé.

La Société belge des auteurs, compositeurs et éditeurs revendique jusqu'en 2016 la défense du droit d'auteur de l'Atomium et, comme représentant des ayants droit, en interdit alors la publication d'images sans contrepartie financière.
Bart Somers, ancien président des Libéraux et démocrates flamands (VLD) et bourgmestre de Malines, organise en 2008 un concours de photos dont sont « effacées » les représentations de l'Atomium. Le but revendiqué est de lutter contre les droits d'auteurs jugés trop importants sur les représentations du monument.
La liberté de panorama entrée en application en Belgique le 15 juillet 2016 permet la diffusion de photographies de l'Atomium à partir de cette date.

## Dénomination et usage grammatical
Le mot Atomium est un mot-valise combinant les mots atome et aluminium, métal dont les sphères étaient initialement recouvertes.
En français, il est employé aussi bien au masculin qu'au féminin, même si l'équipe officielle du monument préfère le féminin.
En néerlandais, la question ne se pose pas puisque le mot est neutre : het Atomium.

## Croyance populaire
Une croyance populaire veut que les neuf boules de l'Atomium représentent également les neuf provinces de Belgique, qui étaient les plus grandes divisions administratives du Royaume lors de sa construction pour l'exposition universelle de 1958, lorsque les entités fédérées (Communautés, Régions administratives et régions linguistiques) n'existaient pas encore[réf. à confirmer] . Il s'agit cependant d'une pure coïncidence car la structure avait initialement une dimension strictement scientifique.

## Galerie d'images

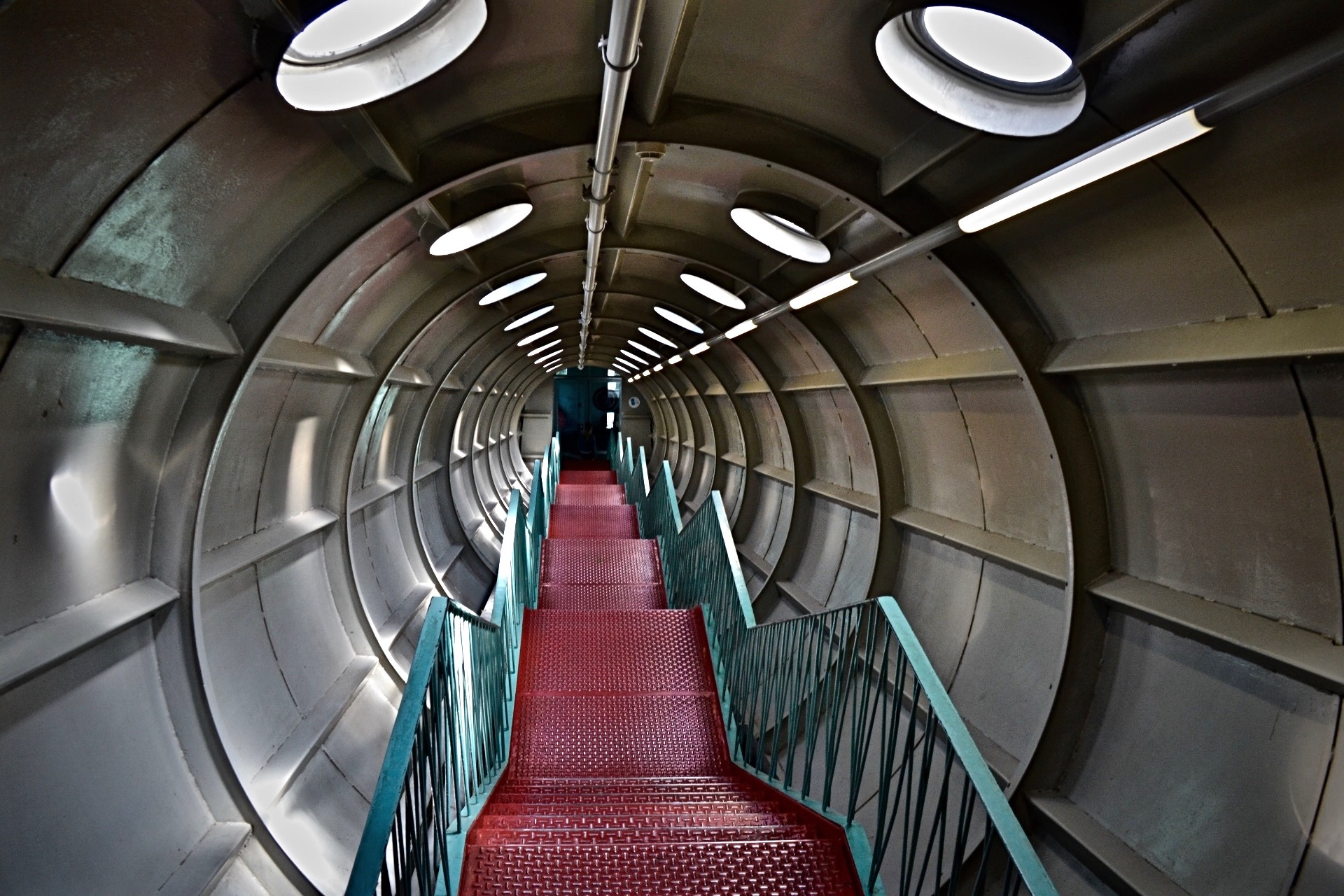
Escalier
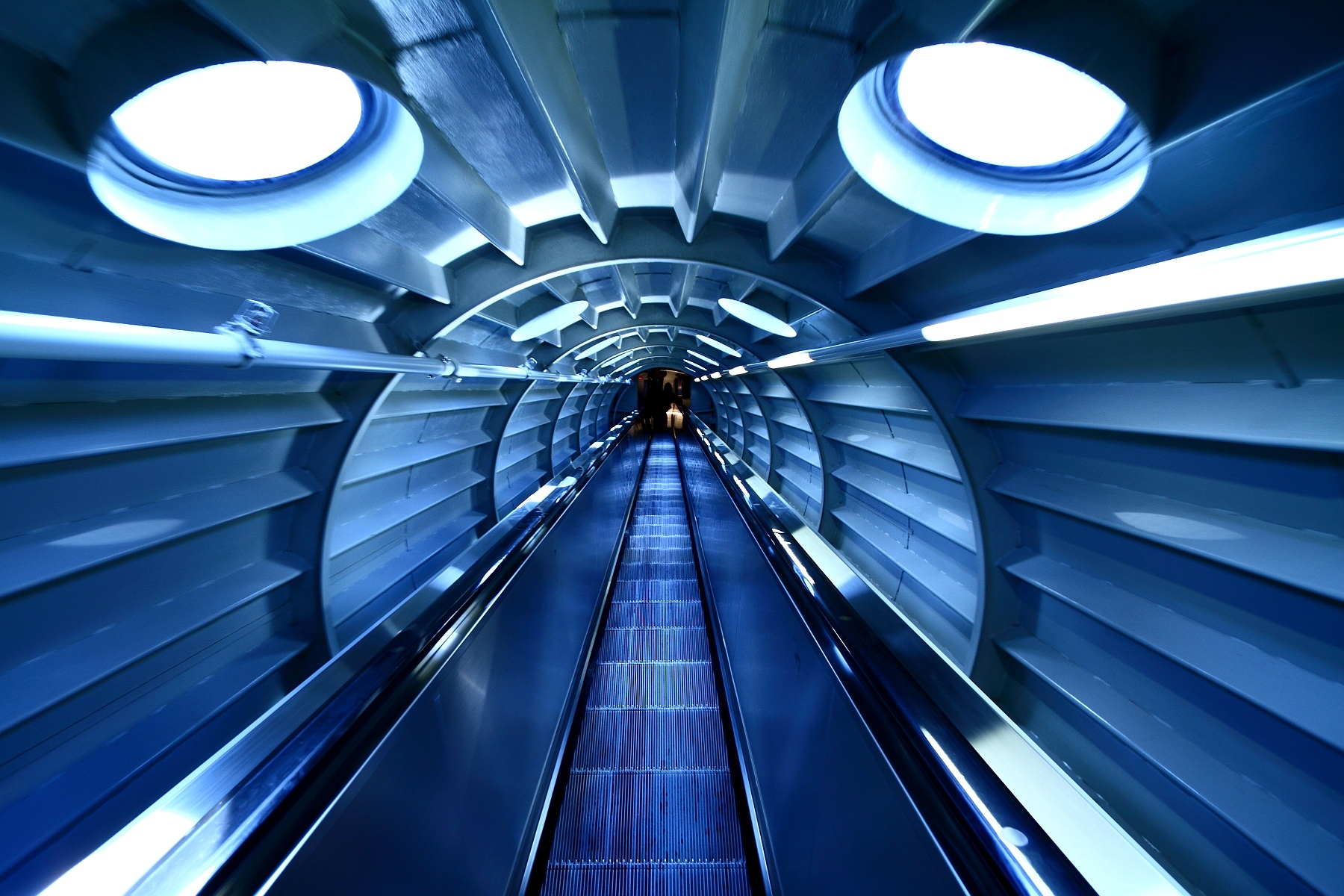
Escalator
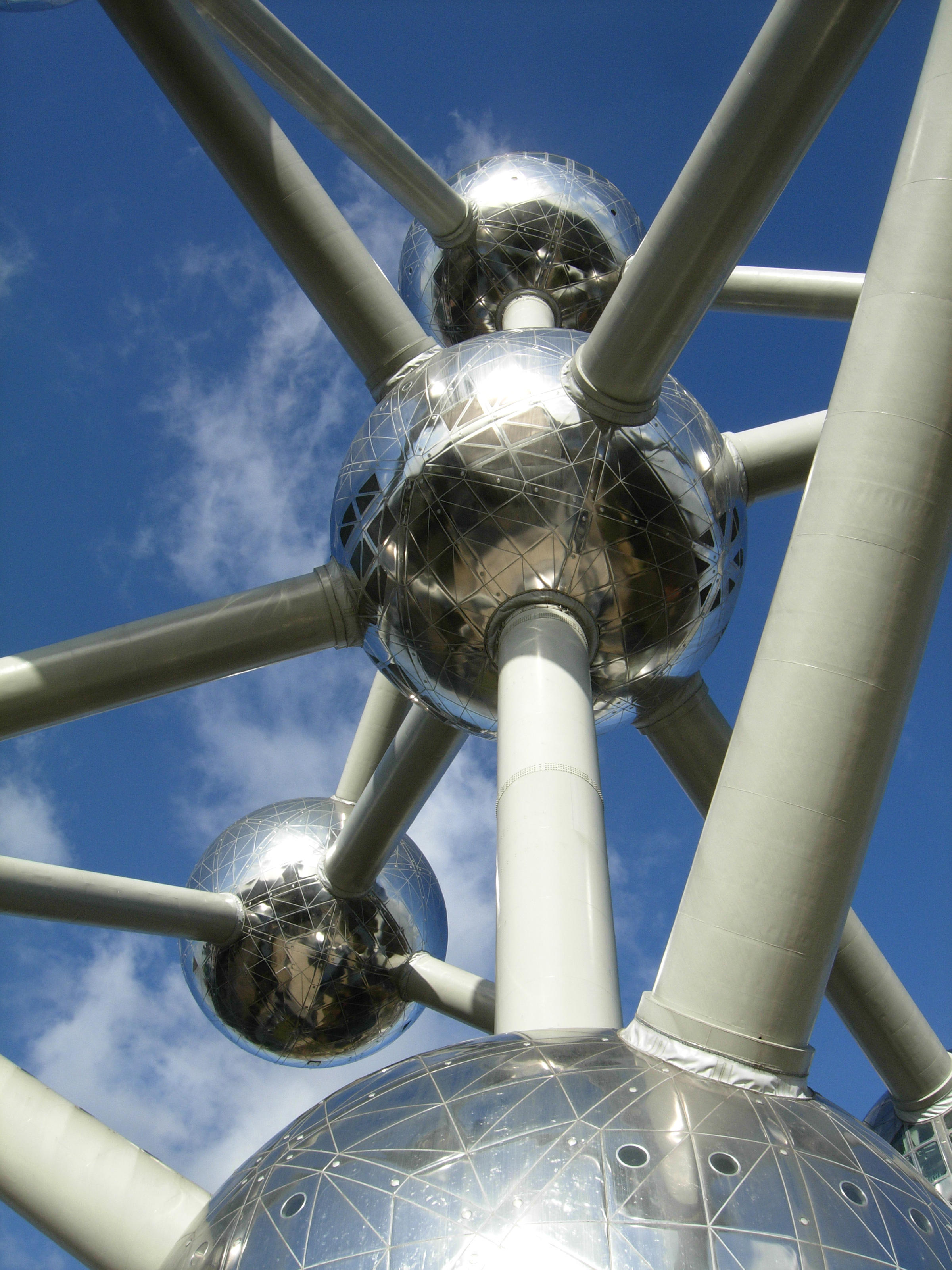
Les sphères
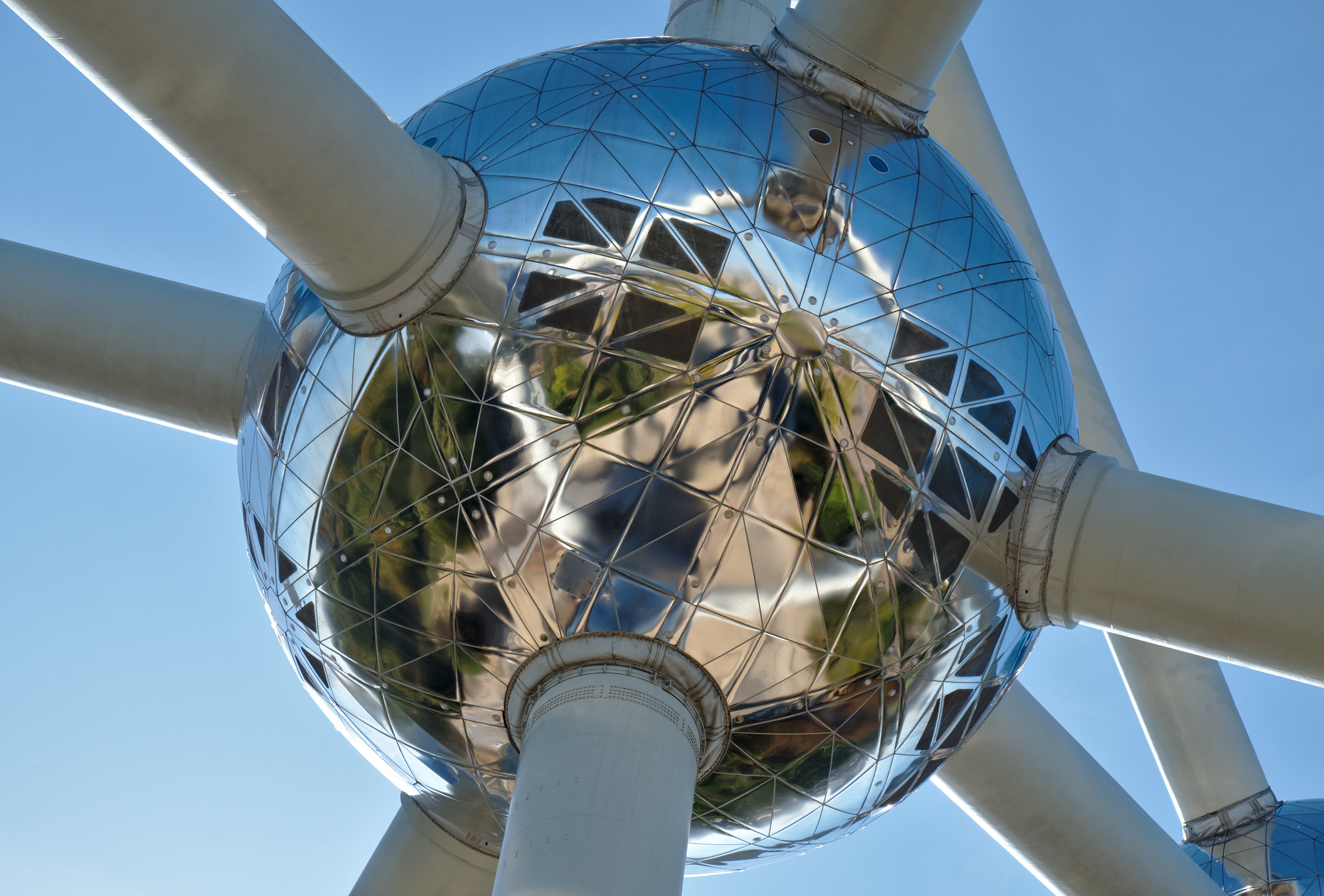
Sphère centrale
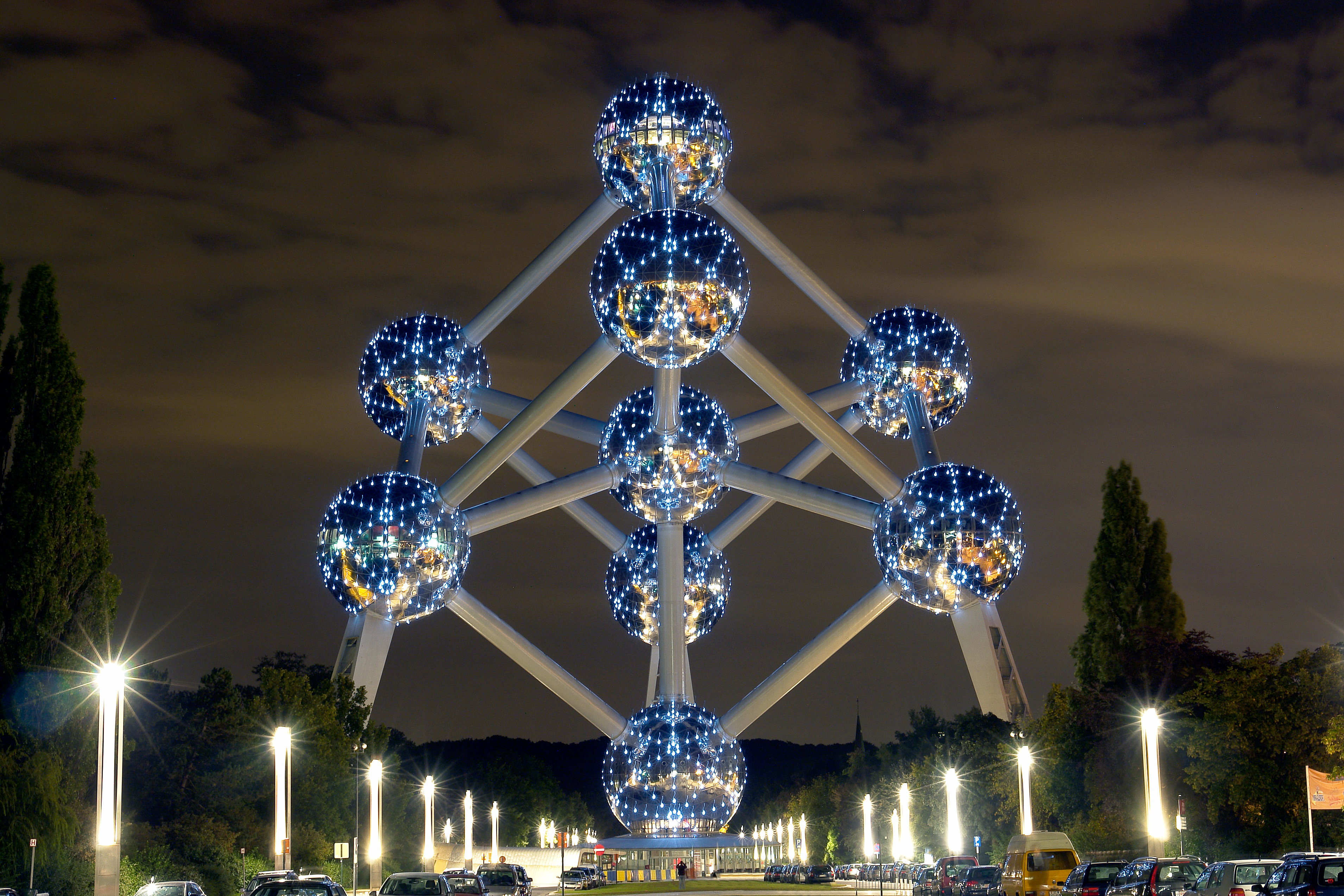
Vue nocturne